# Amatuku
Amatuku é uma ilha no atol de Funafuti onde se o localiza Tuvalu Maritime Training Institute (TMTI) , em portugûes Instituto de Treinamento Marítmo do Tuvalu (ITMT). Nesta ilha vivem cerca de 55 pessoas segundo o censo 2002.